# Handball Korea League
Die Handball Korea League (koreanisch 핸드볼코리아리그; HKL) ist eine halbprofessionell betriebene Handballliga in Südkorea. Sie ist die höchste und auch zugleich einzige Handballliga Südkoreas. Gesponsert wird die Liga seit ihrer Gründung von der SK Group. Sie trägt seitdem den Namen SK Handball Korea League.
Die Finalspiele der Liga werden im SK Olympic Handball-Arena ausgetragen, welche sich im Olympic Park der Stadt Seoul befindet.

## Teilnehmende Mannschaften

### Männer
- Doosan HC
- IDTC HC
- SK Hawks
- Chungnam Sportrat HC
- Sangmu Phoenix HC
- Hanam City HC

### Frauen
- Gyeongnam Development Corporation HC
- Gwangju Metropolitan City Corporation HC
- Colorful Daegu HC
- Busan Infrastructure Corporation HC
- Wonderful Samcheok HC
- Seoul City HC
- Incheon City HC
- SK Sugar Gliders

## Meister

### Männer
| Spielzeit | Meister   | Vize-Meister         |
| --------- | --------- | -------------------- |
| 2011      | Doosan HC | Chungnam Sportrat HC |
| 2012      | Doosan HC | Chungnam Sportrat HC |
| 2013      | Doosan HC | Chungnam Sportrat HC |
| 2014      | HC Korosa | Doosan HC            |
| 2015      | Doosan HC | Sangmu Phoenix HC    |
| 2016      | Doosan HC | SK Hawks             |
| 2017      | Doosan HC | IDTC HC              |
| 2018/19   |           |                      |

### Frauen
| Spielzeit | Meister               | Vize-Meister          |
| --------- | --------------------- | --------------------- |
| 2011      | Incheon City HC       | Wonderful Samcheok HC |
| 2012      | Incheon City HC       | Wonderful Samcheok HC |
| 2013      | Wonderful Samcheok HC | Incheon City HC       |
| 2014      | Incheon City HC       | Seoul City HC         |
| 2015      | Incheon City HC       | Seoul City HC         |
| 2016      | Seoul City HC         | Wonderful Samcheok HC |
| 2017      | SK Sugar Gliders      | Seoul City HC         |
| 2018/19   |                       |                       |